# 渕野陽子
渕野 陽子（ふちの ようこ、1968年11月30日 - ）は、日本の女優、声優。劇団青年座演技部所属。兵庫県出身。

## 来歴
西宮市立西宮高等学校卒業、青年座研究所15期卒業。1991年4月に劇団青年座に入団。

## 人物
特技は関西弁、九州弁（佐賀）、フラメンコ、クラシックバレエ、ジャズダンス、テレビドラマを見ること、踊ること、歌うこと、水泳、マラソン。
資格は普通自動車免許、珠算2級。
身長158cm。体重46kg。

## 出演作品

### テレビドラマ
- 赤かぶ検事奮戦記IV 第7話「未亡人の寝室の謎」
- 暴れん坊将軍II 第78話「少女監禁! 天使たちの反乱」 - お七 役
- ある日、アヒルバス
- GIVER 復讐の贈与者
- 月曜ドラマスペシャル「湯けむり仲居純情日記6」
- 清左衛門残日録
- 大地の子
- 天使が消えた街
- 逃亡者
- 年下の男
- DRAMA COMPLEX「コシノ家の闘う女たち」
- はやぶさ新八御用帳
- 緋が走る
- 左手に告げるなかれ
- 盲人探偵・松永礼太郎
- 旅行作家・茶屋次郎「四万十川殺人事件」
- 女系家族

### 舞台
- 草迷宮（菖蒲）
- 桜姫東文章（喜太八）
- 3 on 3 〜喫茶店で起こる3つの物語
- 燕のいる駅（水口陽子）
- ばるぼら（里見志賀子）
- 蛇（遠藤文枝）
- RAA-進駐軍特殊慰安所-[5]

### テレビアニメ
- 名探偵コナン（1996年、姫野弥生）
- 手塚治虫の旧約聖書物語（1997年）

### 吹き替え

#### 映画
- ビート・ストリート

#### ドラマ
- Dr.マーク・スローン
- 名探偵ダウリング神父

### ラジオドラマ
- しゃべれども しゃべれども（十河五月）